# Raúl Araiza Herrera
Raúl Araiza Herrera (Ciudad de México, 14 de noviembre de 1964), también conocido como el Negro Araiza, es un actor y conductor de programas de televisión mexicano. Es hijo del director y productor Raúl Araiza y de la actriz Norma Herrera.

## Biografía
Nació en el seno de una familia del espectáculo, comenzó su carrera a la temprana edad de 8 años. Estudió en Estados Unidos en la Linton Hall School.
Araiza tuvo una trayectoria en el mundo de la actuación, no solamente en televisión, sino también en cine y teatro. 
Es conductor de Hoy y Miembros al aire.

## Filmografía

### Telenovelas
- La desalmada (2021) .... Luis Vázquez[3]
- Relatos Macabrones[4] (2020) .... Clar
- Alma de ángel (2019) .... Paco
- Julia vs Julia (2019) .... Presentador
- Papá a toda madre (2017-2018) .... Antonio "Toño" Barrientos
- Un gancho al corazón (2008-2009) .... Roberto "Beto" Ochoa
- Clap, el lugar de tus sueños (2003-2004) .... Gregorio
- El juego de la vida (2001-2002) .... Ezequiel Domínguez
- El derecho de nacer (2001) .... El Negro
- Carita de ángel (2000-2001) .... Luis
- Locura de amor (2000) .... Iván Quintana
- Gotita de amor (1998) .... Guillermo Contreras
- María Isabel (1997-1998) .... Andrés
- La culpa (1996) .... Miguel Nava
- Azul (1996) .... Javier Valverde
- Retrato de familia (1995-1996) .... Diego Corona
- Al filo de la muerte (1991-1992) .... Marcial Duboa N.º 2
- Cadenas de amargura (1991) .... Gerardo Garza Osuna
- Nuevo amanecer (1988-1989) .... Esteban
- Senda de gloria (1987) ... Antonio Álvarez
- La Constitución (1970) .... Niño indígena yaqui[5]

### Series de TV
- ¡Chócalas Compayito! (2023) .... Zacarías Fernández[6]
- Silvia Pinal, frente a ti (2019) .... Raúl Araiza
- Durmiendo con mi jefe (2013) .... Carlos Briones
- La familia P. Luche (2012) (Invitado Especial Tercer Capítulo)
- Amor mío (2006-2007) .... Marcos Sinclair

### Cine
- Mi verdad (2004) .... Juan Osorio (Película televisiva)
- Soy un hijo de la madrugada (2001) (Videohome)
- Religión, la fuerza de la costumbre (2000) (Videohome)
- A medias tintas (1999) (Videohome)
- Cómplices criminales (1999) (Videohome)
- Cholos malditos (1999) (Videohome)
- Loco corazón (1998) (Videohome)
- El último narco del cartel de Juárez (1998) (Videohome)
- Con mis propias manos (1998) (Videohome)
- Carros robados (1998) (Videohome)
- Amor en tiempos de coca (1997)
- Abuso en el rancho (1997) (Videohome)
- Destino traidor (1997) (Videohome)
- Fuga de Almoloya (1997) (Videohome)
- Bonita (1996)
- Mujeres infieles (1995) .... Ricardo
- Viva San Isidro (1995) .... Catarino
- Altos instintos (1995)
- Seducción judicial (1994)
- Duelo final (1994)
- Sueño y Realidad (1993)
- Juventud en drogas (1993) .... Arturo Fuentes
- Contrabando de esmeraldas (1993).... válvula
- Hades, vida después de la muerte (1993)
- En espera de la muerte (1993)
- Modelo antiguo (1992) .... Gabriel Rivadeneira
- Persecución mortal (1992)
- Relaciones violentas (1992)
- Supervivencia (1992)
- Ayúdame compadre (1992)
- El regreso de la muerte (1991)
- Un hombre despiadado (1991)
- Hacer el amor con otro (1991)
- Orgía de sangre (1991)
- Sólo para audaces (1991)
- Venganza diabólica (1990)
- Asesino silencioso (1990)
- Viernes trágico (1990)
- Pesadilla sin fin (1989)
- Girón de niebla (1989) .... Roberto
- El placer de la venganza (1988)
- Día de muertos (1988)
- The Blue Iguana (1988)
- Don't Panic (1988) .... Robert
- El sinvergüenza (1984)

### Programas
- Hoy (2007-presente)
- Yoo si vooy (2009)
- Miembros al aire (2009-presente)
- TV Millones (2010)

### Series animadas (Doblaje)
- Beach Buggy Show (2012-2015) .... Benny

### Películas animadas (Doblaje)
- El guardián del zoológico (2011) ... Jerome, el oso
- Guardianes de Oz (2015) ... Yicky
- Selección Canina (2015) ... Juancho Perrera

## Premios y nominaciones

### Premios TVyNovelas
| Año  | Categoría             | Telenovela           | Resultado |
| ---- | --------------------- | -------------------- | --------- |
| 2018 | Mejor actor coestelar | Papá a toda madre    | Nominado  |
| 2010 | Mejor actor coestelar | Un gancho al corazón | Ganador   |
| 1992 | Mejor actor joven     | Cadenas de amargura  | Ganador   |

### Premios Eres
| Año  | Categoría             | Telenovela          | Resultado |
| ---- | --------------------- | ------------------- | --------- |
| 1992 | Mejor actor coestelar | Cadenas de amargura | Nominado  |